# Flugtagunglück von Ramstein

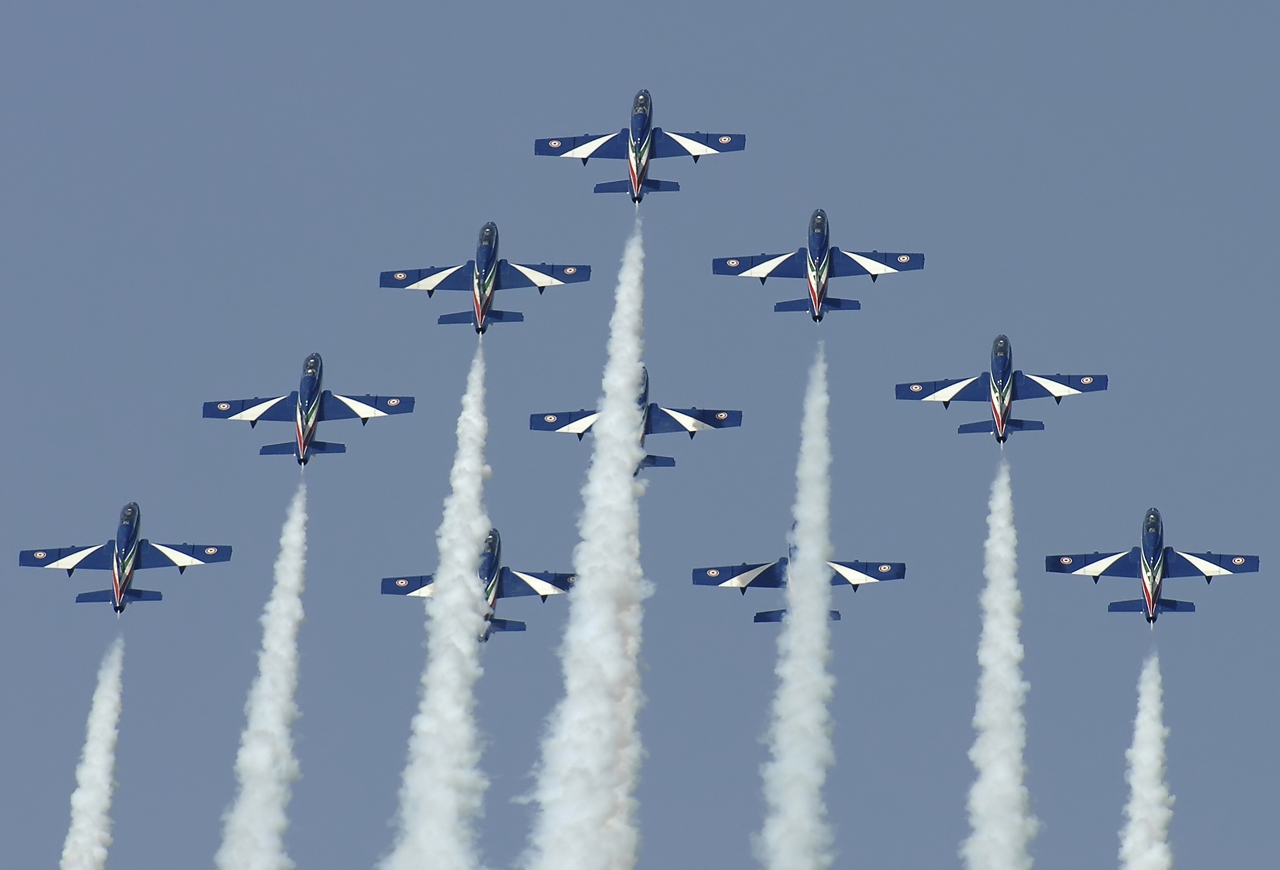
Die Frecce Tricolori

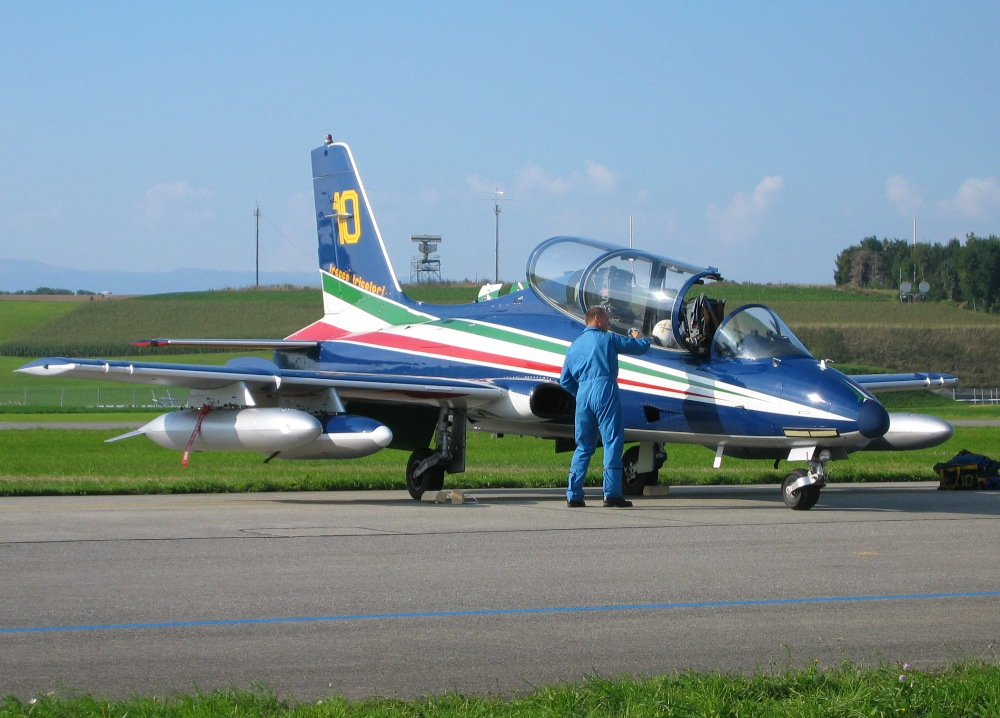
Eine Aermacchi MB-339

Das Flugtagunglück von Ramstein (oder Flugschau-Unfall von Ramstein) geschah am 28. August 1988 auf der von den Vereinigten Staaten in Ramstein bei Kaiserslautern (Rheinland-Pfalz) betriebenen Air Base während einer militärischen Flugschau, deren Besucherzahl auf mehr als 300.000 geschätzt wurde. Nach einer Kollision in der Luft stürzten drei Kunstflugmaschinen über der Air Base ab. Eines der Flugzeuge rutschte brennend ins Publikum, ein zweites traf einen in Notfallbereitschaft stehenden Hubschrauber.
Der Unfall forderte nach offiziellen Angaben 70 Todesopfer – darunter ein ungeborenes Kind und ein drei Wochen später verstorbener US-Hubschrauberpilot – und etwa 1000 Verletzte. Es gehört zu den folgenschwersten Katastrophen dieser Art weltweit und hatte weitreichende Konsequenzen für die Organisation des Notfallrettungswesens, die Opfer- und Helfernachsorge sowie die Durchführung von Flugschauen in Deutschland, Europa und den USA.

## Ablauf

### Räumliche Gegebenheiten
Das Gelände der Air Base liegt auf einer Höhe von gut 230 m ü. NHN und fällt im Bereich der beiden Start- und Landebahnen in Richtung Nordwesten und Norden leicht ab – von 236 auf 231 m. Das Gefälle folgt dem Floßbach und dem Hundsbach, die – vor Ort großenteils verrohrt – nacheinander von rechts dem Mohrbach zufließen und die Landebahnen im Süden bzw. im Norden flankieren. Zwischen den beiden Gewässern verlaufen die Bahnen nahezu parallel von Ost nach West; zum Zeitpunkt des Unfalls war die südliche ungefähr 3,2 km lang, die nördliche gut 2,8 km.

### Der Unfall
| Flugzeug | Pilot (rot unterlegt: † in Ramstein)   | Lebensdaten | Staffelmitglied |
| -------- | -------------------------------------- | ----------- | --------------- |
| Pony 0   | Diego Raineri (Kommando vom Boden aus) | 1949–0000   | 1979–1988       |
| Pony 1   | Mario Naldini                          | 1947–1988   | 1982–1988       |
| Pony 2   | Giorgio Alessio                        | 1957–1988   | 1985–1988       |
| Pony 3   | Piergiorgio Accorsi                    | 1950–0000   | 1981–1989       |
| Pony 4   | Maurizio Guzzetti                      | 1958–0000   | 1987–1991       |
| Pony 5   | Antonino Vivona                        | 1960–0000   | 1987–1995       |
| Pony 6   | Giampietro Gropplero di Troppenburg    | 1948–2021   | 1982–1990       |
| Pony 7   | Stefano Rosa                           | 1961–2008   | 1988–1994       |
| Pony 8   | Giampaolo Miniscalco                   | 1959–0000   | 1988–1996       |
| Pony 9   | Francesco Tricomi                      | 1960–0000   | 1988–1992       |
| Pony 10  | Ivo Nutarelli                          | 1950–1988   | 1982–1988       |

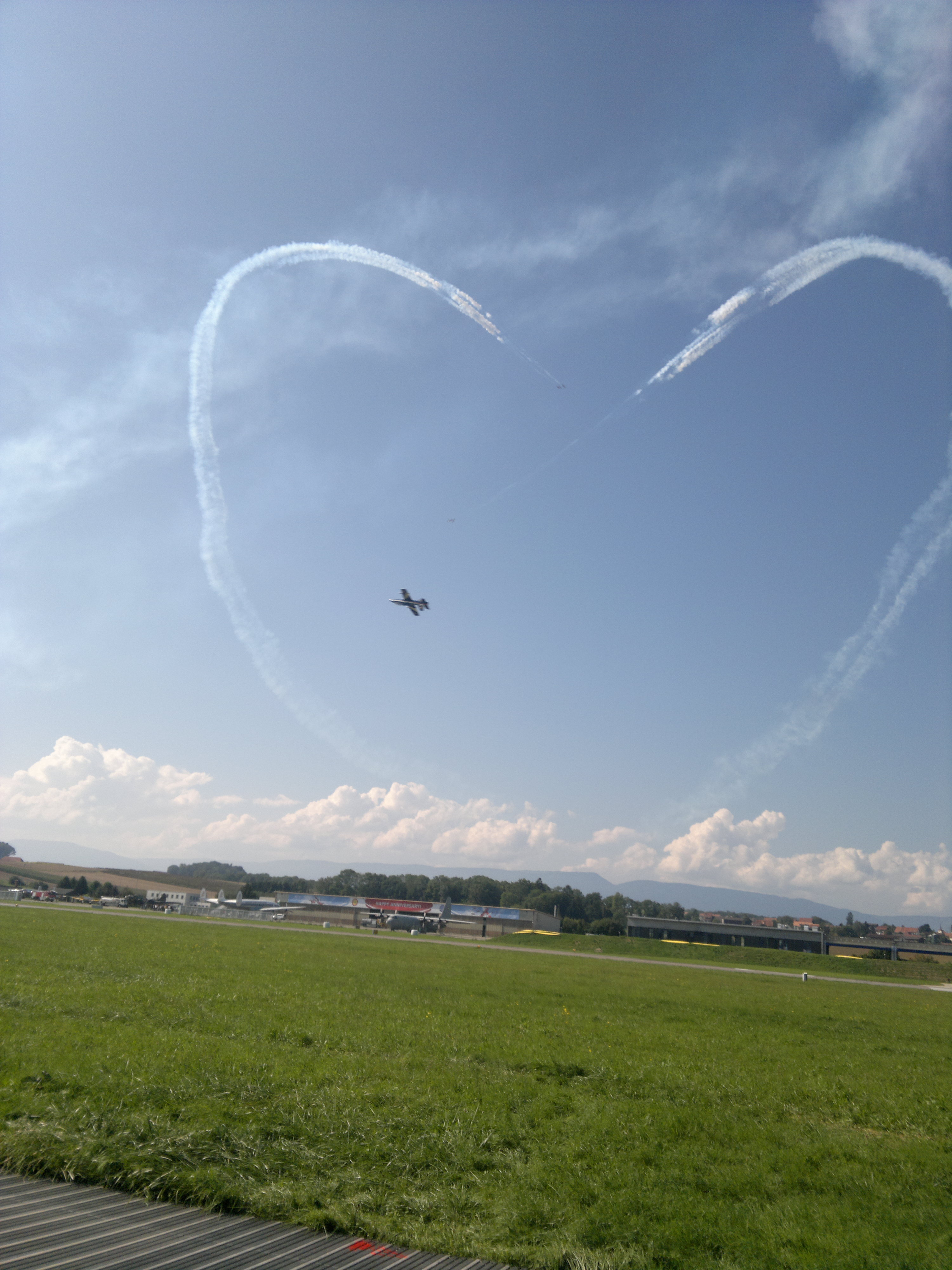
Eine weitere Herzformation der Frecce Tricolori, wie sie seit 2006 gezeigt wird

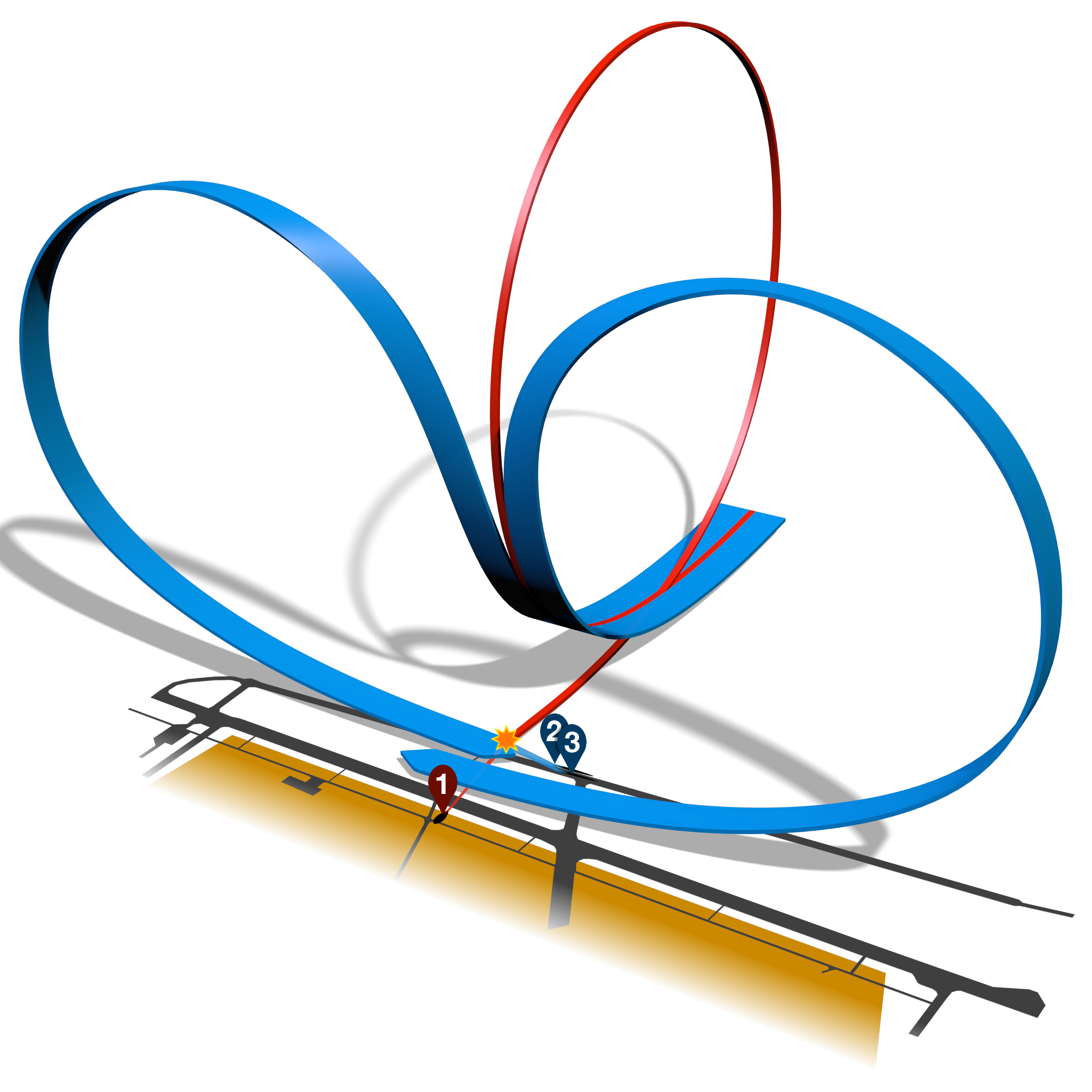
Grafische Darstellung der Kunstflugfigur Il Cardioide: blau das Herz, rot die Flugbahn des Soloflugzeugs (Zuschauer im Norden unten links)

Beim Flugtag am 28. August 1988 trat gegen Ende der Veranstaltung die aus zehn Militärflugzeugen bestehende italienische Kunstflugstaffel Frecce Tricolori (deutsch: Die Dreifarbigen Pfeile) auf, deren Maschinen von Pony 1 bis Pony 10 durchnummeriert waren. Bei den Flugzeugen vom Typ Aermacchi MB-339 handelte es sich um Jets von jeweils knapp 11 m Länge und Spannweite; ihr Hecktriebwerk ermöglichte 900 km/h Höchstgeschwindigkeit. Der Kommandant der Gruppe, der 39-jährige Oberstleutnant Diego Raineri, führte von einem Kraftfahrzeug aus, das südlich der beiden Start- und Landebahnen, gegenüber dem Zuschauerbereich, postiert war, über Funk unter der Kennung Pony 0 das Kommando.
Als besonders spektakulär galt die mit Rauchstreifen markierte Flugfigur „Durchstoßenes Herz“ (italienisch Il Cardioide). Dabei flogen die zehn Flugzeuge in Richtung der Zuschauer an und trennten sich dann: Pony 1 bis 5 mit den Piloten Naldini, Alessio, Accorsi, Guzzetti und Vivona beschrieben die vom Publikum aus linke Seite der Herzfigur, die vier Maschinen 6 bis 9 (mit Gropplero di Troppenburg, Rosa, Miniscalco und Tricomi) die rechte; danach trafen sich die beiden Gruppen unten in der Mitte und flogen dort in geringem Vertikalabstand übereinander hinweg, die Fünferformation über die Viererformation. Der Solopilot sollte, nachdem er einen Innenlooping geflogen hatte, kurz danach von hinten und wenig höher auf die Zuschauer zu durch die Herzfigur stoßen. Er  kollidierte aber um 15:44 Uhr in etwa 50 m Flughöhe und rund 300 m vor den Zuschauern mit zwei der Maschinen der Fünferformation.
Bei dem Manöver erreichte der Solopilot Ivo Nutarelli (* 23. März 1950; † 28. August 1988) den Durchstoßungspunkt der Flugfigur früher als vorgesehen und war obendrein zu niedrig; als Ursache wurde später vermutet, dass der Looping zu eng geraten, also  früher beendet war. Infolgedessen touchierte das Soloflugzeug mit dem rechten Höhenruder zunächst das Cockpit der linken Flügelmaschine Pony 2 Giorgio Alessios der Fünferformation. Das Cockpit wurde dadurch völlig zerstört, und die Maschine stürzte parabelförmig und augenscheinlich ungesteuert ab. Sekundenbruchteile später prallte die Solomaschine gegen das Heck des von Mario Naldini gesteuerten Führungsflugzeugs Pony 1 und brachte dieses ebenfalls zum Absturz.:31
Wie eine Infografik zeigt, zerschellten Flügelmaschine und Führungsflugzeug kurz nacheinander jenseits des Zuschauerbereichs auf der nördlichen Start- und Landebahn (Pony 2) bzw. südlich daneben (Pony 1); die Piloten Alessio und Naldini wurden später tot geborgen. Pony 1 traf einen in Notfallbereitschaft stehenden US-Hubschrauber vom Typ Sikorsky UH-60 Black Hawk, der augenblicklich in Flammen stand; alle sieben Besatzungsmitglieder wurden schwer verletzt. Sie wurden zunächst im Landstuhl Regional Medical Center versorgt und vier Tage später nach Texas ins Brooke Army Medical Center verlegt. Sechs von ihnen überlebten, der am 27. April 1947 geborene Pilot Kim Jon Strader, der Verbrennungen zweiten und dritten Grades erlitten hatte, starb nach drei Wochen, am 17. September 1988.
Bei den Kollisionen war Nutarellis Soloflugzeug Pony 10 in Brand geraten und stürzte ab. Dabei behielt es wie Pony 1 und Pony 2 seine ursprüngliche Flugrichtung bei, die allerdings quer zu den Start- und Landebahnen nach Norden zum Publikum hinführte. Währenddessen überschlug es sich eineinhalbmal nach links. Etwa 50 m vor der Absperrung des Zuschauerbereichs berührte es zunächst mit der Spitze der linken Tragfläche den Boden, schlug dann völlig auf und explodierte. Im leicht abfallenden Gelände brach das Wrack durch die Rollen der Stacheldrahtabsperrung und rutschte noch weit in die dichtgedrängte Menschenmenge. Schließlich prallte es so heftig auf einen als Eisverkaufsstand dienenden Kühlwagen, dass der Schleudersitz ausgelöst und der Pilot Nutarelli ins Innere des Fahrzeugs katapultiert wurde; dort wurde später seine Leiche gefunden. Die Zuschauer wurden mit einer Wolke aus 800 Liter brennendem Kerosin überzogen, die anfangs noch glühendes Metall von Flugzeug und Stacheldraht verbarg. Die wenigen Sekunden, in denen sich die Katastrophe abspielte, ließen den Menschen in diesem Bereich keine Zeit zur Flucht.
Infolge des Unfalls waren beide Start- und Landebahnen mit Wrackteilen übersät und unbenutzbar. Deshalb sammelten sich die sieben verbliebenen Maschinen der Frecce Tricolori – diejenigen der Piloten Piergiorgio Accorsi (Pony 3) und Antonino Vivona (Pony 5) waren durch umherfliegende Trümmer leicht beschädigt worden, aber noch steuerbar – im Luftraum über der Ramstein Air Base und landeten anschließend auf der 20 km entfernten Sembach Air Base (die seit dem 30. März 1995 geschlossen ist).

## Rettungsmaßnahmen
Bei den Rettungsmaßnahmen kam es aus unterschiedlichen Gründen zu Problemen und Pannen, die später von verschiedenen Seiten, unter anderem durch einen Untersuchungsausschuss des Bundestags, teilweise aufgearbeitet wurden. Es gab Vorwürfe von Ärzten, Sanitätern und Betroffenen, dass der Verlauf der Rettungsmaßnahmen mangelhaft organisiert, die Erstversorgung der Brandverletzten unzureichend und deren Transport und Verteilung auf Krankenhäuser medizinisch unsachgemäß und unkoordiniert gewesen sei. Dabei wurden den US-Veranstaltern unzureichende Vorkehrungen für einen denkbaren größeren Unfall, mangelhafte Koordination mit deutschen Stellen und die Anwendung einer sogenannten Load and Go-Taktik oder „Schlachtfeldtaktik“ vorgeworfen, nämlich schnellstmöglicher Abtransport Verletzter von der Unfallstelle unter Vernachlässigung der medizinischen Erstversorgung.

### Verhalten der US-Streitkräfte
Das US-Militär ließ die an den Zufahrten zum Stützpunkt aufgefahrenen Rettungskräfte zum Teil nicht sofort auf den Flugplatz. Weitere Rettungskräfte wie das THW wurden, obwohl sie zum Einsatz bereitstanden, gar nicht hinzugerufen.
Die damaligen Vorschriften des US-Militärs sahen vor, Verletzte so schnell wie möglich in ein Krankenhaus zu transportieren (Load and Go) und nicht, wie es in Deutschland in der Katastrophenmedizin üblich ist, Verletzte vor Ort zu sichten und eine erste Versorgung vorzunehmen. Um 16:35 Uhr meldete ein Notarzt über Funk:

„Wir suchen ständig verbrannte Patienten, die uns von den US-Amerikanern aus der Hand gerissen werden und vollkommen unversorgt abtransportiert werden.“

Wegen der verspäteten Erstversorgung starben mehrere Menschen oder erlitten bleibende Schäden.
Infolge der Vorgehensweise des US-Militärs kam es auch in den Kliniken zu dramatischen Szenen. Ein an den Rettungsmaßnahmen beteiligter Rettungshubschrauber landete um 18:05 Uhr am Landstuhl Regional Medical Center. Der Notarzt dieses Hubschraubers schilderte seine Eindrücke:

„Wir haben dort eine Vielzahl von schwerst verbrannten, schwer verletzten Patienten, die völlig unversorgt waren, vorgefunden. […] Als ich in Landstuhl landete, lagen Schwerstverbrannte unversorgt teilweise auf Bretterbohlen, und keinerlei Ärzte waren vor Ort. Nachdem ich eine Verletzte versorgt und der Krankenschwester, die mit uns geflogen war, zur Überwachung gegeben hatte, bin ich noch 10 Minuten auf dem Hubschrauberlandeplatz des Militärkrankenhauses umhergelaufen und habe mehrere Verletzte versorgt und zu keinem Zeitpunkt einen amerikanischen Kollegen getroffen.“

Verletzte wurden teilweise unversorgt über größere Entfernungen in Krankenhäuser verbracht. Noch Stunden später irrten Personenbusse mit unterschiedlich schwer verletzten Personen z. B. durch Mannheim auf der Suche nach einer Klinik. So traf um 18:30 Uhr im rund 80 km entfernten Klinikum der Stadt Ludwigshafen ein Bus voller Verletzter ein. Ein Arzt des Klinikums sagte hierzu:

„In dem Bus befanden sich fünf Schwerstverletzte. Es war kein Arzt bei diesem Transport. Lediglich ein ortsunkundiger und des Deutschen nicht mächtiger Fahrer hatte offensichtlich eine Irrfahrt durch Ludwigshafen gemacht, bis er das Krankenhaus fand.“

Der Untersuchungsausschuss des Bundestags durfte den Unfallort nicht selbst aufsuchen. Die amerikanische und die italienische Luftwaffe verhinderten die Anhörung von Soldaten, die für die Organisation und den Ablauf des Flugtages verantwortlich waren.

### Führungs- und Sichtungschaos
Initial konnte keine klare Führungsstruktur vor Ort etabliert werden, insbesondere auch wegen der oben angeführten Load and Go-Taktik des US-Militärs. Versuche ziviler Ärzte, die Lage zu sichten, gingen im Chaos unter. Als Folge wurde nicht nur eine allgemein verzögerte Versorgung identifiziert, sondern auch eine Übertherapie hoffnungsloser Fälle:

„Hoffnungslose Patienten wurden zuerst in Brandverletztenzentren transportiert, wodurch Intensivbetten für rettbare Betroffene blockiert wurden. Dies hätte durch Triage vor Ort verhindert werden können.“

Die meisten Patienten erreichten Zielkliniken ohne Dokumentation der Auffindesituation oder bereits erfolgter Maßnahmen.

### Medizinische Notfallsysteme
Die Injektionsnadeln der deutschen Rettungskräfte passten nicht zu den Infusionssystemen des US-Militärs und umgekehrt. Dies behinderte und verzögerte die Anlegung von Infusionen oder die Transfusion von Blut.

### Überlastung des Telefonnetzes
Das Telefonnetz rund um den Unfallort wurde damals, vor der Mobilfunkära, ausschließlich durch das Festnetz repräsentiert. Es war schnell überlastet und brach zusammen. Funkamateure, die bei der Flugschau vor Ort waren, gaben über mobile und portable Stationen Notrufe ab. Im weiteren Verlauf nahmen Funkamateure aus der gesamten Region den Notfunkverkehr auf. Sie leiteten Informationen weiter, organisierten dringend benötigte Blutkonserven und überbrachten Angehörigen Nachrichten von Überlebenden.

## Opfer

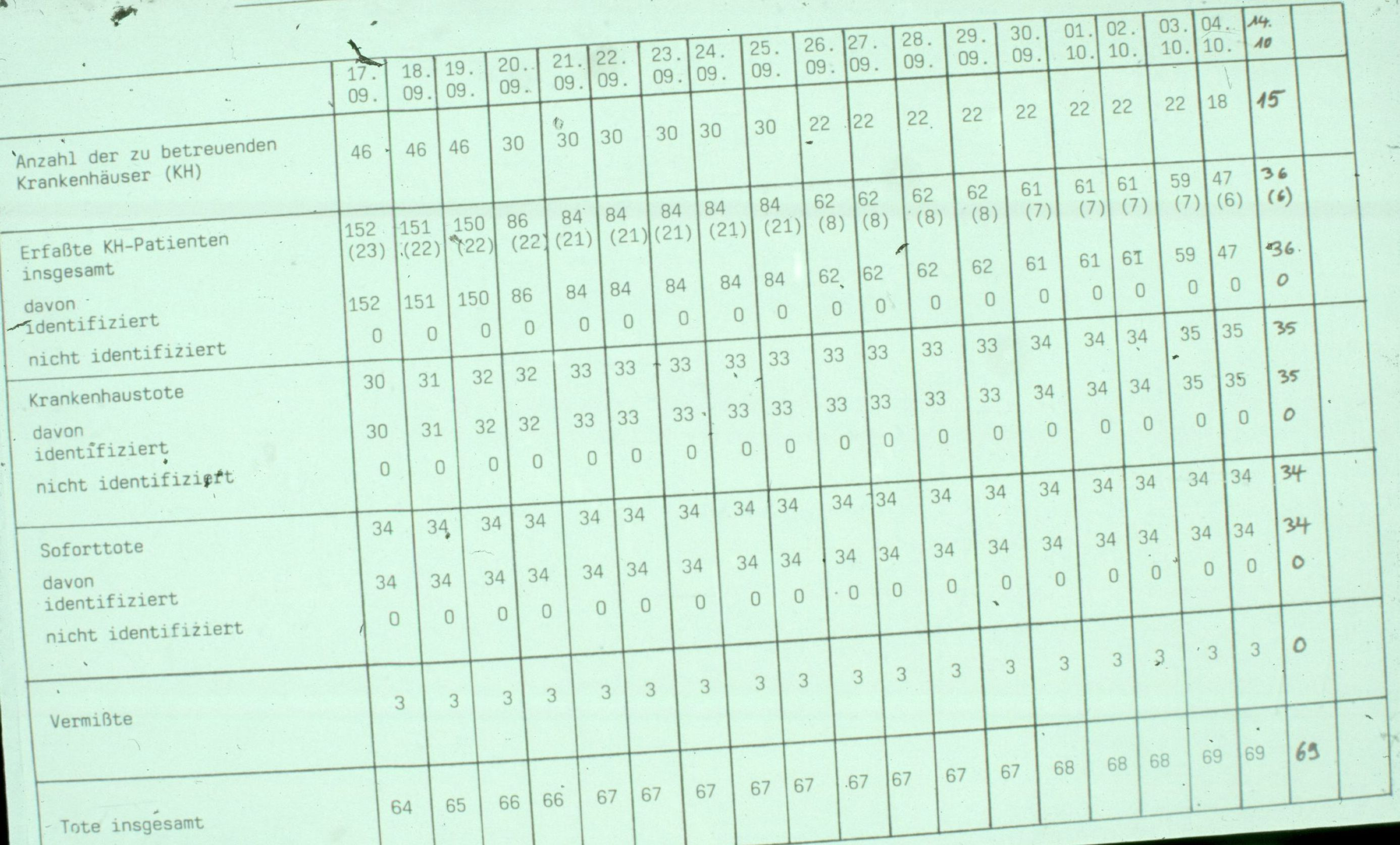
Opferliste von Sybille Jatzko im Oktober 1988

### Todesopfer und Verletzte
Bei der überwiegenden Mehrzahl der Betroffenen führten großflächige Verbrennungen der Haut zum alsbaldigen Tod oder zu Behinderungen bzw. Entstellungen, teilweise auf Lebenszeit. Dem Unfall fielen nach offiziellen Angaben 70 Menschen zum Opfer, nämlich 66 Flugtagbesucher, der Hubschrauberpilot sowie die drei Piloten der abgestürzten Flugzeuge. Unter den toten Flugtagbesuchern wird auch ein ungeborenes Kind aufgeführt, dessen Mutter schwer verletzt überlebte.
Der österreichische Luftfahrtexperte Patrick Huber interviewte für sein Buch „Als der Tod vom Himmel stürzte – die Flugtagkatastrophe von Ramstein“ zahlreiche Zeitzeugen, darunter auch Notärzte. Klaus Peter Wresch, der als erster deutscher Notarzt am Unfallort eingetroffen war, hält es für „wahrscheinlich, dass die tatsächliche Zahl der Toten höher liegt. […] Die Wahrscheinlichkeit, dass bei mehr als 100.000 Amerikanern unter den Besuchern auf der Air Base lediglich vier der Opfer Amerikaner sind, ist doch eher verschwindend gering.“ Zudem seien mindestens 60 Verletzte, überwiegend Amerikaner, im Landstuhl Medical Center behandelt und danach zum Teil wohl in die USA ausgeflogen wurden. Da von den in die deutschen Krankenhäuser eingelieferten Verletzten in den Tagen und Wochen nach der Katastrophe noch etliche verstorben sind, sei davon auszugehen, dass das bei den amerikanischen Patienten im Medical Center in Landstuhl ebenso war. Laut Dr. Wresch habe das US-Militär Nachforschungen deutscher Ärzte zu US-amerikanischen Verletzten behindert: "Alle unsere Anfragen blieben aber unbeantwortet. Das US-Militär beziehungsweise das Medical Center in Landstuhl gaben keinerlei Auskünfte über aufgenommene und behandelte Patienten in Zusammenhang mit dem Flugtagunglück." Auch tauchten nach und nach Zeitungsartikel aus den USA auf, in denen amerikanische Ramstein-Opfer mit Brandverletzungen interviewt wurden, die von den deutschen Statistiken nicht erfasst worden waren. Der Schluss liegt nahe, dass es sich bei den Toten ebenso verhält.
Es gab insgesamt etwa 1000 Verletzte. In Krankenhäusern mussten etwa 450 von ihnen versorgt werden, die schon nach der ersten Nacht auf 46 Kliniken im gesamten Bundesgebiet und eine Spezialklinik in Frankreich verteilt worden waren. 34 Opfer wurden gleich nach dem Unfall tot geborgen, die anderen starben in den folgenden Tagen und Wochen. Bis zum 17. September, als der Hubschrauberpilot starb, waren 64 Tote registriert; der letzte (69.) Sterbefall wurde am 3. Oktober 1988 verzeichnet. Das im Mutterleib zu Tode gekommene Kind wurde später hinzugerechnet.
Der in Ludwigshafen am Rhein geborene Boris Brejcha, der als sechsjähriger Junge bei dem Unfall schwere Verbrennungen erlitt und dauerhafte Narben davontrug, wurde ab 2006 als DJ und Musikproduzent bekannt.

### Entschädigung und Nachsorge
Opfer und Hinterbliebene erhielten aus einem Sonderfonds, der durch die Bundesrepublik, die USA und Italien errichtet wurde, für Verletzung oder Tod finanzielle Entschädigungen von mehr als 21 Mio. D-Mark. Die seelischen Traumata der Opfer wurden allerdings nie anerkannt. Ein diesbezüglich angestrengter Prozess auf Schmerzensgeld gegen die Bundesrepublik Deutschland scheiterte 2003 vor dem Landgericht Koblenz, da die Ansprüche zum Zeitpunkt der Klageerhebung 1998, also zehn Jahre nach dem Unfall, bereits verjährt waren.

### Gedenken

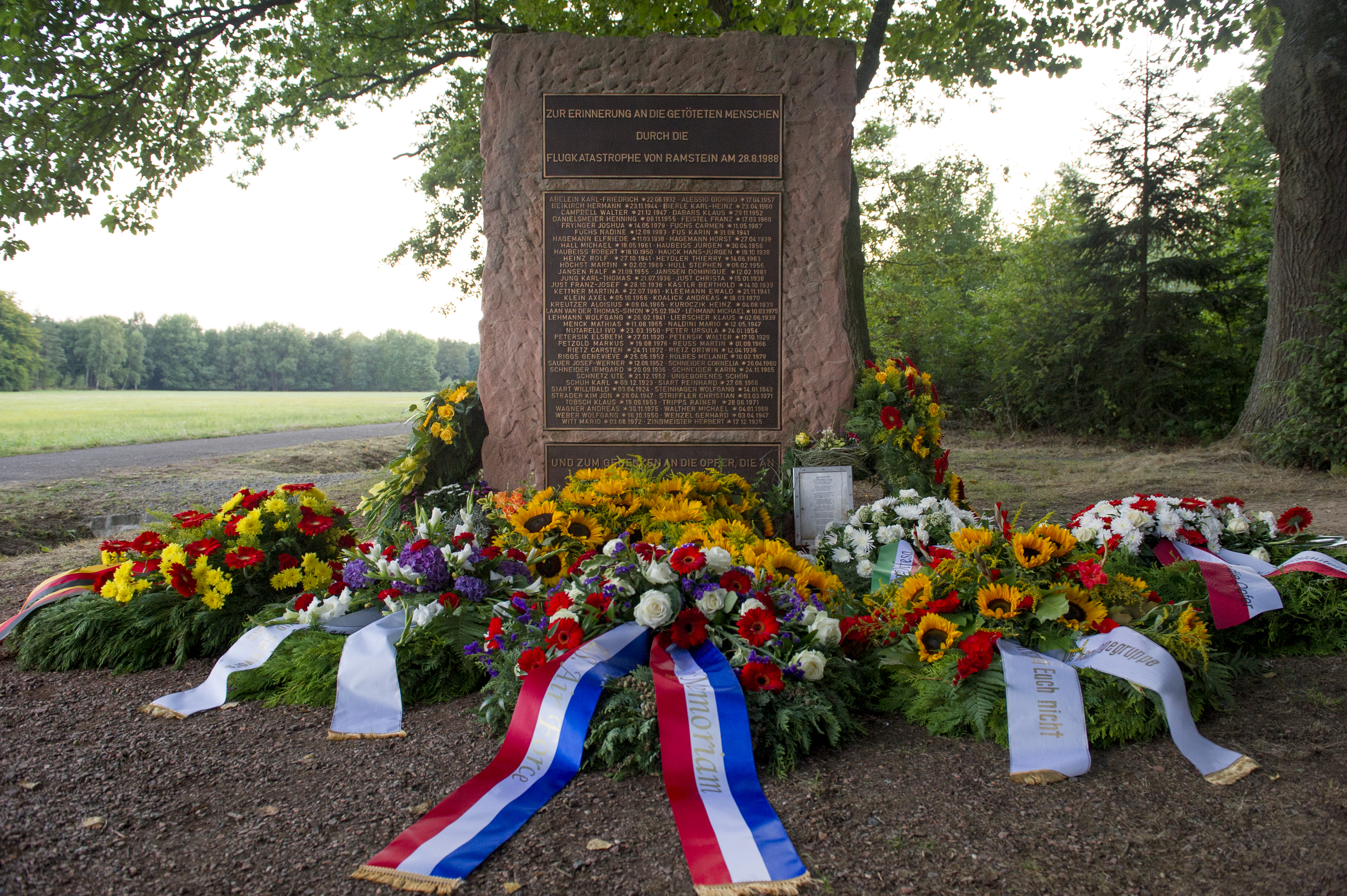
Gedenkstein in der Nähe von Ramstein mit den Namen aller Opfer

Auf der Ramstein Air Base wurde schon bald nach der Katastrophe ein Gedenkstein gesetzt. Er enthält jedoch keine Namen. Zudem ist er nicht frei zugänglich; vor Besuchen sind zeitaufwendige Formalitäten erforderlich, Besucher werden durch Militärpersonal beaufsichtigt. Aus diesen Gründen fand die Gedenkstätte bei den Hinterbliebenen keine Akzeptanz.
Einen Gedenkstein, der die Namen der Todesopfer trägt, erkämpfte sich die aus Betroffenen bestehende Nachsorgegruppe 1995, sieben Jahre nach dem Unfall. Er wurde auf einem Grundstück in der Nähe der Ramstein Air Base errichtet, das die Mutter eines Opfers angekauft und der Gruppe zur Verfügung gestellt hat.
Im Parco Tematico, dem Themenpark des Luftfahrtmuseums von Rimini, sind seit 1999 unter freiem Himmel die Reste der drei Unfallmaschinen ausgestellt. Auf einer Tafel an einem obeliskförmigen Gedenkstein sind ebenfalls die Namen der Opfer verzeichnet, darunter die der drei italienischen Piloten.
Bei der 25. Wiederkehr des Unfalltags am 28. August 2013 hielt die rheinland-pfälzische Ministerpräsidentin Malu Dreyer die Gedenkrede.

## Folgen

### Flugschauen
Mit der Meldung der Katastrophe in den Medien wurde weltweit eine Diskussion über Sinn und Unsinn von Flugschauen sowie Sicherheitsstandards für künftige Veranstaltungen angestoßen. Der Vorfall führte zudem in der gesamten Welt des Kunstflugs zu einem radikalen Umdenken, was Risikobereitschaft angeht.
Als Reaktion auf den Unfall wurden zunächst noch am 29. August 1988 Kunstflugvorführungen in Deutschland generell verboten. Erst drei Jahre später wurden sie mit folgenden Sicherheitsauflagen wieder erlaubt:
- Eine Mindestflughöhe und ein Mindestabstand zu den Zuschauern sind einzuhalten.
- Es dürfen keine Manöver mehr über den Zuschauern oder in deren Richtung durchgeführt werden.
- Alle Manöver müssen vorher genehmigt werden (was aber auch schon 1988 in Ramstein der Fall war).

Im Jahr 2000 zur Internationalen Luft- und Raumfahrtausstellung (ILA) in Berlin flog das erste Mal wieder eine militärische Kunstflugstaffel mit Düsenflugzeugen – die Patrouille de France – in Deutschland. Militärische Verbandskunstflugstaffeln mit Düsenflugzeugen waren bis Mai 2009 nur auf der ILA unter strengsten Sicherheitsauflagen zugelassen. Besonders komplexe Auflösungen von Flugformationen und sämtliche Begegnungsmanöver waren noch bis zur ILA 2012 verboten.

### Medizintechnik
Die damals im deutschen Raum noch verbreiteten Infusionskanülen mit Rekord-Konus wurden durch solche mit international genormtem Luer-Konus ersetzt, um in Zukunft die Kompatibilität zwischen deutschen und ausländischen Rettungsdiensten sicherzustellen.

### Einsatztaktik
Der Unfall trug zur Etablierung der Rolle eines chief medical officer (entspricht in etwa dem Leitenden Notarzt) zur Bewältigung von Großschadenslagen bei. Dieser ist als einsatzleitender Organisator nicht mit der Patientenversorgung befasst. Stattdessen soll er verhindern, dass sich das initial kaum vermeidbare Chaos nachhaltig in die Patientenversorgung an der Einsatzstelle überträgt oder gar die Fähigkeiten der nachgeordneten Rettungskettenglieder und Versorgungszentren durch chaotische Patiententransporte negativ beeinflusst.

### Notfallnachsorge
Das Flugtagunglück von Ramstein zeigte, wie wichtig die psychologische Nachbetreuung der Opfer und Rettungskräfte ist; viele von ihnen waren später auf Dauer traumatisiert (posttraumatische Belastungsstörung), für behauptete Suizide fehlen indessen die Belege.
Nach der Katastrophe wurde erstmals in der Bundesrepublik eine Nachsorgegruppe eingerichtet, in der Opfer und Hinterbliebene sowie Helfer (Polizei, Rettungskräfte und Sanitätspersonal) die Erlebnisse zu verarbeiten versuchten. Daher gilt das Ereignis als wesentlicher Impuls für die Entwicklung von Kriseninterventions- und Notfallseelsorge-Teams für Betroffene sowie von Konzepten zur Einsatznachsorge für Hilfskräfte.
Das Buch Das durchstoßene Herz, das die Initiatoren der Nachsorgegruppe, Hartmut Jatzko, Sybille Jatzko und Heiner Seidlitz, verfasst haben, behandelt die psychosoziale Nachsorge nach dem Unfall und gilt als Standardwerk zum Thema. Für seine Nachsorgearbeit erhielt das Ehepaar Jatzko am 3. Dezember 2004 das Bundesverdienstkreuz am Bande.

## Sonstiges

### Vermutung einer Verschwörung
Vereinzelt wurde ein Zusammenhang des Flugtagunglücks mit dem nicht vollständig aufgeklärten Absturz von Itavia-Flug 870 bei der Mittelmeer-Insel Ustica im Jahr 1980 hergestellt. Von den drei in Ramstein gestorbenen Piloten hätten zwei, Nutarelli und Naldini, eine Woche nach der Flugschau vor einem italienischen Untersuchungsausschuss aussagen sollen. Noch 25 Jahre nach der Katastrophe vertrat Giancarlo Nutarelli, der Bruder des Unfallpiloten, die Theorie, auf seinen Bruder sei durch Manipulation des Flugzeugs ein Mordanschlag verübt worden, um ihn als Zeugen eines mutmaßlichen Abschusses 1980 auszuschalten.
Bereits in den Jahren vor Ramstein habe es laut dieser Thesen unnatürliche Todesfälle unter solchen Militärangehörigen gegeben, die mit dem Absturz vor Ustica zu tun gehabt hatten (→ Von den Vertretern einer Abschusstheorie in Verbindung gebrachte Todesfälle in Itavia-Flug 870). Ein entsprechender Verdacht wurde von dem Experten für Luftverkehrsrecht Elmar Giemulla geäußert, der als Rechtsanwalt mehrere Ramstein-Opfer vertrat. Giemulla vermutete, dass „die Toten und Verletzten von Ramstein Opfer einer Militär-Verschwörung wurden.“
Der österreichische Luftfahrtexperte und Fachjournalist Patrick Huber widerlegt in seinem 2023 (1. Auflage) bzw. 2024 (2. Auflage) erschienenem Buch "Als der Tod vom Himmel stürzte – die Flugtagkatastrophe von Ramstein" diese Theorien allerdings durch Fakten. Er zeigt auf, dass es erstens technisch völlig unmöglich gewesen wäre, eine Manipulation der Flugzeuge so durchzuführen, dass mit Sicherheit die „gewünschten“ Piloten gestorben wären. Außerdem weist er durch Auswertung von Unterlagen nach, dass für Geheimdienste überhaupt kein Grund bestand, die Piloten Naldini und Nutarelli wegen der vermeintlichen Beobachtung des mutmaßlichen Abschusses von Itavia-Flug 870 zu töten. Huber schreibt:

„Nutarelli und Naldini hätten angeblich kurz nach dem Flugtag in Ramstein über ihre Beobachtungen in der Nacht des Abschusses der Itavia-DC-9 vor einem italienischen Untersuchungsausschuss aussagen sollen. Weil das nach dem tödlichen Crash in Ramstein nun nicht mehr möglich war, verbreiteten sich Gerüchte, dass Militärgeheimdienste unliebsame Zeugen beseitigt hätten. Einige Angehörige von Ramstein-Opfern klammerten sich in der Folge an diese Theorie, zumal sie auch von Ivo Nutarellis Bruder, Giancarlo Nutarelli, befeuert wird. In Interviews erklärte er mehrfach, dass die Möglichkeit von Sabotage niemals gründlich untersucht worden sei und dass sein Bruder ‚mit Sicherheit im letzten Moment eher seitwärts abgedreht hätte anstatt in die Staffel hineinzufliegen‘. So sehr derartiges Wunschdenken – noch dazu eines Mannes, der seinen geliebten großen Bruder verloren hat – menschlich verständlich erscheint im Angesicht dieser Tragödie, so wenig ist die Theorie der Sabotage durch Fakten belegbar. Sie erscheint bei objektiver Betrachtung vielmehr gerade zu unsinnig. Naldini und Nutarelli hätten nämlich gar keine Angaben darüber machen können, wer die DC-9 abgeschossen hat, da sie den Luftkampf selbst nicht beobachtet hatten.“

Denn Nutarelli und Naldini, die an diesem Abend in F-104 Starfighter unterwegs waren, landeten bereits um 20:50 Uhr auf dem Militärflugplatz Grosseto in der Toskana. Der Abschuss der DC-9 erfolgte jedoch erst um 20:59. Dazu schreibt der Experte in seinem Buch: „Das war neun Minuten nachdem die beiden Kampfpiloten wieder auf ihrer rund 500 Kilometer weiter nördlich gelegenen Basis gelandet waren. Zudem waren Nutarelli und Naldini an diesem Abend als Instruktoren mit der zweisitzigen Starfighter-Version samt mindestens einem auszubildenden Piloten unterwegs. Der Logik der Verschwörungstheoretiker folgend, hätten die Geheimdienste dann auch den Flugschüler umbringen müssen. Bis heute ist jedoch nicht bekannt, dass der Mann ebenfalls ums Leben gekommen wäre.“
Zudem belegen die Videoaufnahmen von unmittelbar vor dem Zusammenstoß in Ramstein, dass Nutarelli, der Solopilot, seine MB-339 aktiv gesteuert hat, so sind Bewegungen der Steuerflächen, die vom Piloten bedient werden mussten, klar zu erkennen.
Huber hat im Zuge der Recherchen zu seinem Buch unter anderem mit ehemaligen Kampfpiloten gesprochen und auch Interviews mit Ivo Nutarelli ausgewertet. In einem dieser Interviews sagte Nutarelli nur wenige Wochen vor dem Unfall von Ramstein: „Wir gehen natürlich ans Limit. An das der Piloten und an das der Maschine. Aber ich glaube nicht, dass ich etwas Gefährliches mache. Jedes Mal wenn ich fliege, bin ich mit mir unzufrieden. Und jedes Mal denke ich mir, ich muss es noch besser machen.“
Die Schlussfolgerung des Fachmannes: "Vor dem Hintergrund, dass Nutarelli ein ehrgeiziger Perfektionist war, wie er selbst zwei Monate vor dem Absturz noch in einem Interview ausdrückte, halte ich persönlich es für am wahrscheinlichsten, dass der 38-jährige Pilot angesichts der Verzögerung bei der Generalprobe am Vortag an diesem 28. August ein absolut perfektes Manöver fliegen wollte und sich dabei tragischerweise gleich doppelt ‒ nämlich in Zeit und Höhe ‒ verschätzt und damit das tödliche Drama ausgelöst hat. Möglicherweise haben weitere Faktoren, wie eine erhöhte G-Belastung durch die im Unfallbericht erwähnte scharfe Bahnkorrektur, zusätzlich als sogenannte „contributing factors“ zum Unfall beigetragen."

### Die Band Rammstein
Die 1994 gegründete deutsche Band Rammstein benannte sich nach dem Flugunglück; infolge eines Irrtums des Frontsängers Till Lindemann über die Schreibweise wurde aus „Ramstein“ allerdings „Rammstein“. Die Band hieß ursprünglich "Tempelprayers". Sie veröffentlichten in ihrer Frühphase ein gleichnamiges Lied über den Unfall.

### Fernsehfilm
Am 26. Oktober 2022 wurde der Fernsehfilm Ramstein – Das durchstoßene Herz im Ersten gesendet. Die Premiere erfolgte am 24. Juni 2022 auf dem Münchener Filmfest. Am 4. September war der Film bereits auf dem Festival des deutschen Films in Ludwigshafen am Rhein gezeigt worden.